# Roodmaskerprinia
De roodmaskerprinia (Prinia rufifrons synoniemen: Urorhipis rufifrons en Spiloptila rufifrons) is een zangvogel uit de familie Cisticolidae.

## Verspreiding en leefgebied
Deze soort komt voor in noordoostelijk Afrika en telt drie ondersoorten:
- P. r. rufifrons: van Tsjaad tot noordwestelijk Somalië.
- P. r. smithi: van zuidoostelijk Zuid-Soedan tot centraal Somalië en zuidelijk tot noordelijk Tanzania.
- P. r. rufidorsalis: zuidoostelijk Kenia.

## Status
De grootte van de populatie is niet gekwantificeerd maar de soort wordt omschreven als zeldzaam tot algemeen. Op de Rode lijst van de IUCN heeft deze soort de status niet bedreigd.